# Джорджтаунський футбольний стадіон
Джорджтаунський футбольний стадіон — багатофункціональний стадіон на Вліссенген-роуд у Джорджтауні, Гаяна. Зараз він використовується в основному для футбольних матчів. Стадіон вміщує 2 000 осіб.
Раніше тут проводилися міжнародні змагання. Це головний стадіон для місцевих команд з Елітної ліги ГФФ.